# Elecciones parlamentarias de Bosnia y Herzegovina de 2000
Las elecciones parlamentarias de Bosnia y Herzegovina fueron realizadas el 11 de noviembre de 2000. Las elecciones para la Cámara de Representantes se dividieron en dos partes; uno para la Federación de Bosnia y Herzegovina y uno para la Republika Srpska. El Partido Socialdemócrata se convirtió en el partido político más grande del país, obteniendo 9 de los 42 escaños del Parlamento. La participación electoral fue de un 64.4%.

## Resultados
| Comunidad               | Partido                                                           | Votos     | %    |    | +/–   |
| ----------------------- | ----------------------------------------------------------------- | --------- | ---- | -- | ----- |
| Federación              | Partido Socialdemócrata                                           | 235.616   | 15.8 | 9  | +5    |
| Federación              | Partido de Acción Democrática                                     | 233.352   | 15.6 | 8  | –     |
| Federación              | Unión Democrática Croata                                          | 166.667   | 11.2 | 5  | –1    |
| Federación              | Partido por Bosnia y Herzegovina                                  | 134.917   | 9.0  | 5  | –     |
| Federación              | Comunidad Popular Democrática                                     | 18.895    | 1.3  | 1  | 0     |
| Federación              | Nueva Iniciativa Croata                                           | 17.624    | 1.2  | 1  | –     |
| Federación              | Partido Democrático de los Pensionados                            | 15.962    | 1.1  | 1  | +1    |
| Federación              | Partido Patriótico Bosnio Herzegovino                             | 15.857    | 1.1  | 1  | +1    |
| Federación              | Alianza de Socialdemócratas Independientes                        | 9.137     | 0.6  | 0  | –     |
| Federación              | Partido Liberal                                                   | 7.888     | 0.5  | 0  | –     |
| Federación              | Partido Democrático Cívico                                        | 4.644     | 0.2  | 0  | 0     |
| Federación              | Otros partidos                                                    | 2.951     | 0.2  | 0  | 0     |
| República Srpska        | Partido Democrático Serbio                                        | 248.579   | 16.7 | 6  | +2    |
| República Srpska        | Partido del Progreso Democrático                                  | 95.245    | 6.4  | 2  | Nuevo |
| República Srpska        | Alianza de Socialdemócratas Independiente-Partido Socialdemócrata | 66.684    | 4.5  | 1  | +1    |
| República Srpska        | Partido de Acción Democrática                                     | 46.196    | 3.1  | –  | –     |
| República Srpska        | Partido Socialista                                                | 36.780    | 2.5  | 1  | –     |
| República Srpska        | Partido por Bosnia y Herzegovina                                  | 34.078    | 2.3  | –  | –     |
| República Srpska        | Partido Socialdemócrata                                           | 32.654    | 2.2  | –  | –     |
| República Srpska        | Alianza Popular Serbia                                            | 28.125    | 1.9  | 1  | –     |
| República Srpska        | Alianza Popular Democrática                                       | 20.427    | 1.4  | 0  | 0     |
| República Srpska        | Nueva Iniciativa Croata                                           | 5.980     | 0.4  | –  | –     |
| República Srpska        | Partido Radical Serbio de la República Srpska                     | 4.920     | 0.3  | 0  | –1    |
| República Srpska        | Partido Democrático Cívico                                        | 4.769     | 0.3  | –  | –     |
| República Srpska        | Unión Democrática Croata                                          | 3.154     | 0.2  | –  | –     |
| Votos en blanco/nulos   | Votos en blanco/nulos                                             | 125.212   | –    | –  | –     |
| Total                   | Total                                                             | 1.616.313 | 100  | 42 | 0     |
| Fuente: Nohlen & Stöver |                                                                   |           |      |    |       |